# Sudok
Sudok is een gehucht binnen de Zweedse gemeente Jokkmokk. Het is gelegen aan de verbindingsweg tussen Kittijaur en Vuollerim, waar ook Kåikul aan ligt. Het dorp ligt aan de Sudokbeek in een niemandsland. Om het dorp liggen uitgestrekte moerassen. Voor alle diensten moet men naar Vuollerim.
Bestuurscentrum: Jokkmokk (tätort)
Tätort: Porjus · Vuollerim
Småort: Kåbdalis · Mattisudden · Murjek
Overig: Årrenjarka · Framnäs · Kåikul · Kalludden · Kittajaur · Kitteludden · Kuouka · Kuorpak · Kvikkjokk · Messaure · Nautijaur · Njavve · Padjerim · Porsi · Randijaur · Snesudden · Storbacken · Sudok · Tårrajaur · Tjåmotis · Vajkijaur